# Cerkiew Świętych Niewiast Niosących Wonności w Jacznie
Cerkiew pod wezwaniem Świętych Niewiast Niosących Wonności – prawosławna cerkiew cmentarna w Jacznie. Należy do parafii Zmartwychwstania Pańskiego w Jacznie, w dekanacie Sokółka diecezji białostocko-gdańskiej Polskiego Autokefalicznego Kościoła Prawosławnego. 
Wzniesiona w II połowie XIX w. na planie prostokąta. Jest to budowla drewniana, szalowana, o konstrukcji zrębowej.
W 2020 r. rozpoczęto gruntowny remont świątyni.
Cerkiew została wpisana do rejestru zabytków 8 lipca 2016 r. pod nr A-598.